# Piero Scotti

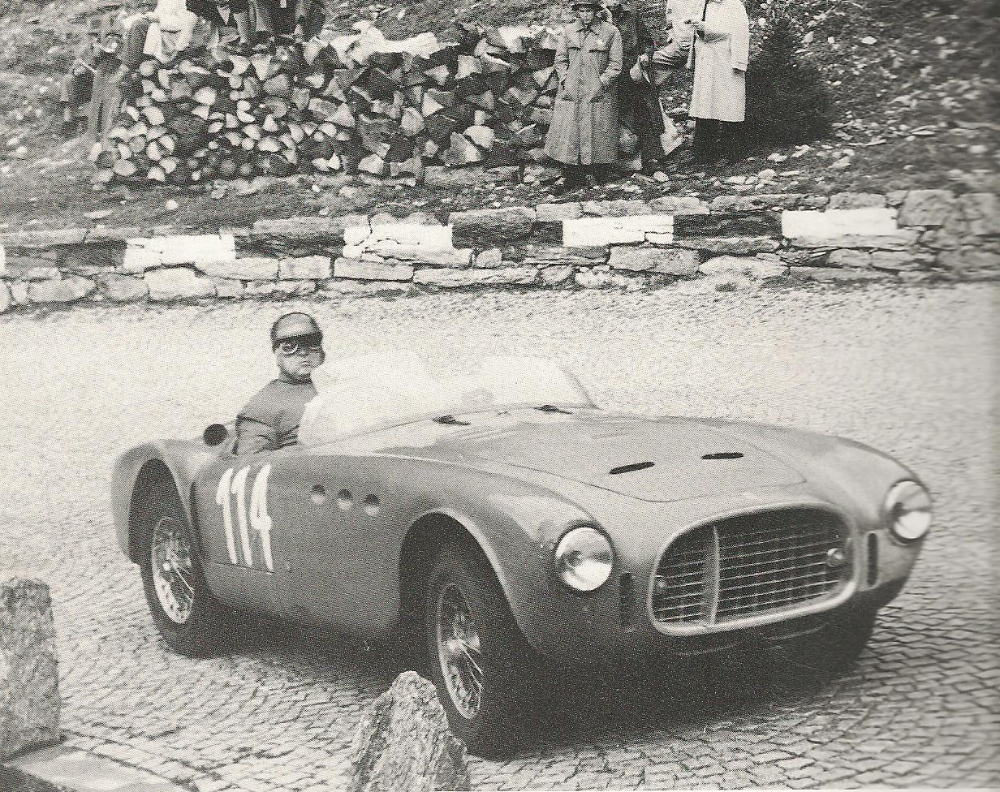
Piero Scotti in 1952

Piero Scotti (Florence, 11 november 1909 - 14 februari 1976) was een autocoureur uit Italië. Hij nam deel aan de Grand Prix van België in 1956 voor het team Connaught Engineering, maar scoorde hierin geen punten voor het wereldkampioenschap Formule 1.